# 兩鐵合併

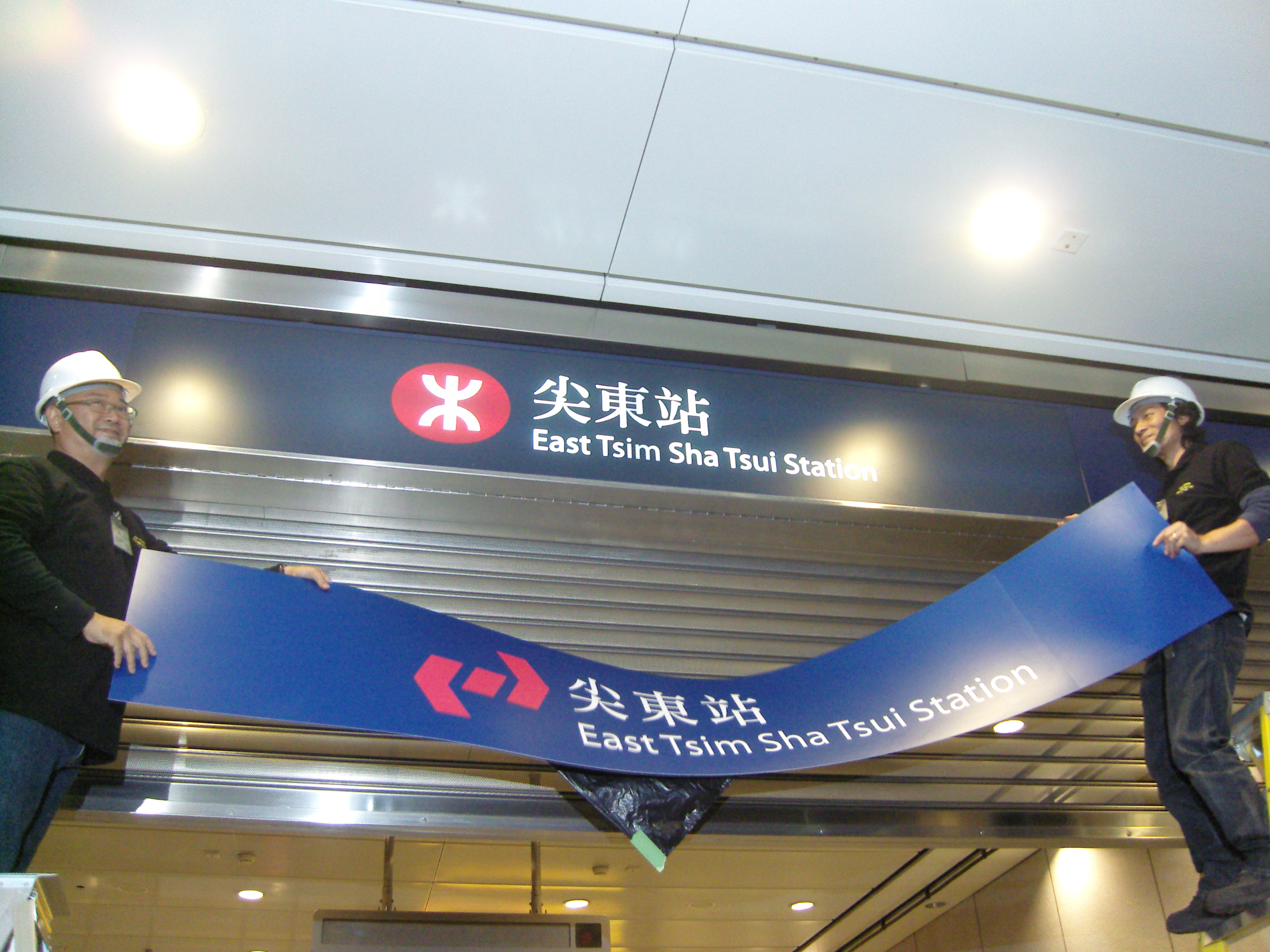
兩鐵合併當日，尖東站的标志更換

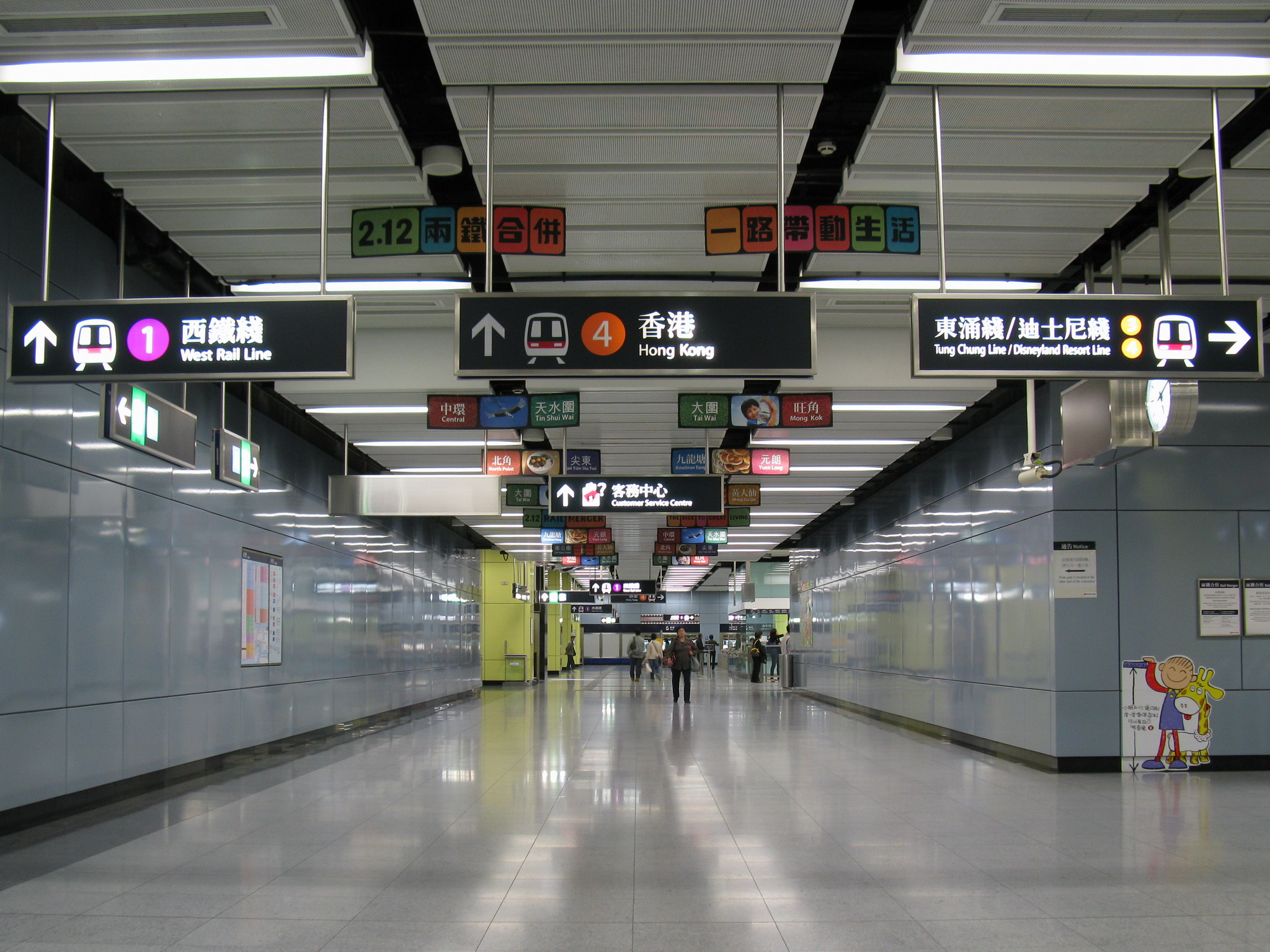
港鐵南昌站的兩鐵合併橫額廣告和已經更換的車站指示牌

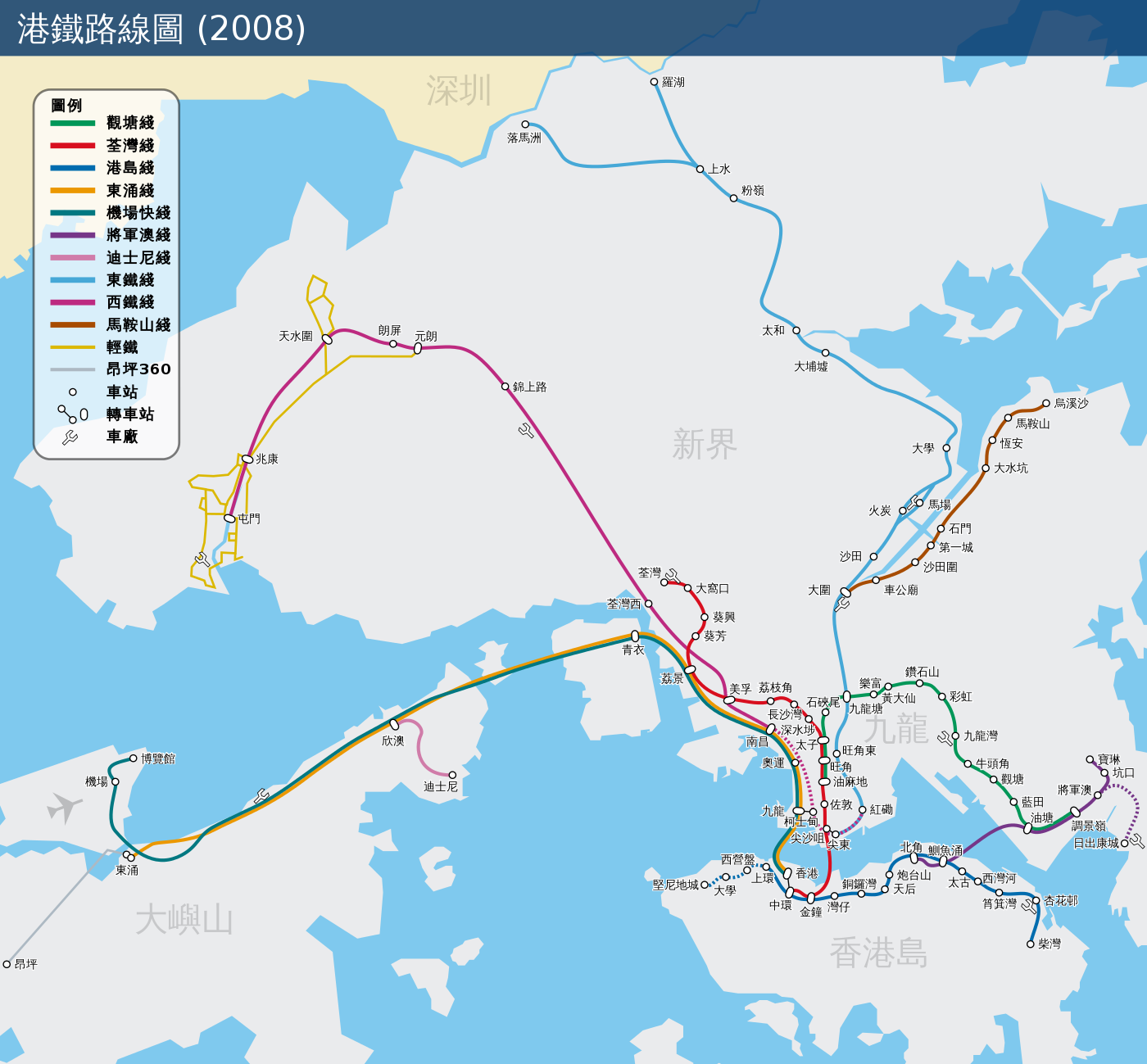
合併之後的港鐵系統全圖

兩鐵合併（英語：MTR–KCR merger）是指香港地下鐵路（地鐵）及九廣鐵路（九鐵）車務運作的正式合併，合併後的鐵路系統易名為港鐵，當中包括九鐵公司在香港本地及跨境的鐵路路線、落成後的新路線（參見九廣鐵路），以及其他與運輸相關的業務，例如在西北鐵路服務範圍內經營的巴士服務由地鐵公司初步議定租用50年（可延長），及地鐵公司購入九鐵公司大部分車站上蓋物業（物業發展權）、其物業管理附屬公司及某些短期鐵路資產，但就不涉及鐵路等業權的轉移；同時，原地鐵系統專營權及相關地段地上權有效期獲得延長，由合併日起重新計算50年。
支持者曾經認為合併可增加鐵路網絡效率，以更大規模公司來製造協同效應，節省行政開支及營運成本及取消轉乘車費，以便整體車務結構作出調整。反對意見認為合併使香港的鐵路服務失去競爭，地鐵可壟斷香港的鐵路運輸，而且以上市公司地位自居，遠離政府監管，形成獨立王國。
2007年10月18日，運輸及房屋局發言人表示當局已經決定在2007年12月2日落實兩鐵合併，並已經於10月26日刊憲，當局在10月31日向立法會提交有關《兩鐵合併條例》生效日期的公告，該公告通過立法會先訂立後審議的程序，當日《兩鐵合併條例》亦會正式生效。
2007年12月2日，兩鐵合併生效，九廣鐵路公司正式結束其97年的鐵路業務，並將其網絡交由地鐵有限公司管理及營運，其合併網絡統稱為「港鐵」。地鐵有限公司將保留其英文名稱，而中文名稱則改為香港鐵路有限公司。

## 背景
1975年9月26日，《地下鐵路公司條例》（香港法例第270章）通過，港英政府成立地下鐵路公司並全資擁有，取代舊有的集體運輸臨時局。而九廣鐵路局則於1982年12月24日根據《九廣鐵路公司條例》，改組成政府全資擁有的九廣鐵路公司。1979年8月，即地鐵修正早期系統通車前兩個月，有顧問公司建議，港英政府應合併九鐵及地鐵，改善本港鐵路管理及發展。1987年8月，港英政府正式考慮兩鐵應否合併問題，後來研究胎死腹中。
1998年，有傳言指香港特別行政區政府（特區政府）擬將兩鐵合併為單一控股公司，政府否認傳言。
1999年6月16日，地下鐵路公司宣佈改組為地鐵有限公司（地鐵公司）。2000年10月5日，地鐵公司正式私有化，並於香港聯合交易所掛牌上市。
2000年，特區政府邀請地鐵有限公司及九廣鐵路公司（九鐵公司）就《鐵路發展策略2000》的規劃中鐵路項目作出投標。其中以沙田至中環綫競爭最為熱烈。
2002年，特區政府將沙中線經營權批至九廣鐵路公司，由於市民認為地鐵及九鐵的沙中線各有長處，促使九鐵公司就沙中線轉車問題展開研究。6月25日，政府首次公布研究九鐵與地鐵系統合併的可行性。同時，有投資者因已上市的地鐵公司未能取得此重要路線而擔憂其前景，甚至擔心現時完全由地鐵獨家經營的過海鐵路業務會被蠶食。加上地鐵公司對九鐵公司要求討論轉車安排採取抗拒態度，此說法被轉化成認為會構成惡性競爭，及九鐵公司的沙中線會浪費資源的意見，兩鐵合併之說因此而起。

## 展開研究
2004年2月24日，政府宣佈邀請地鐵公司及九鐵公司就擬議合併一事開始進行商討。政府希望兩鐵合併可採用一個更客觀及透明度更高的票價調整機制、取消轉乘車費及儘早解決目前正在規劃中的鐵路項目轉車安排。當時預計在同年8月完成有關商議，但因出現問題而拖延。
2006年3月10日，九鐵公司發生了人事變動事件。雖然起因源於公司內部事項，但由於被公眾認為是管理層失誤，也暴露出香港特區政府監管不力，於是兩鐵合併變成事在必行，而且必須加速進行。
然而，田北辰於2018年於媒體談及沙中線事件時表示，兩鐵合併因由並非單因該次人事事件所致，而是因為九鐵投得沙中線經營權，當時的地鐵公司採取不合作態度，拒絕於港島作出完善的轉乘安排（除非九鐵願意補貼地鐵）。最壞情況是沙中線乘客需要在九鐵金鐘站離開，經過地面，再進入地鐵金鐘站方可轉車。之後經過政府調停，並以兩鐵合併解決原本分屬兩鐵網絡的轉乘安排。

## 政府跟地鐵達成共識
2006年4月11日，政府與地鐵公司達成兩鐵合併的共識，行政會議亦通過兩鐵合併方案，並就合併建議方案簽署諒解備忘錄，開始兩鐵合併安排。不過還需要得到立法會及地鐵小股東的通過後，才能正式合併，當時宣佈所需時間長達一年半或以上。

### 兩鐵合併諒解備忘錄內容

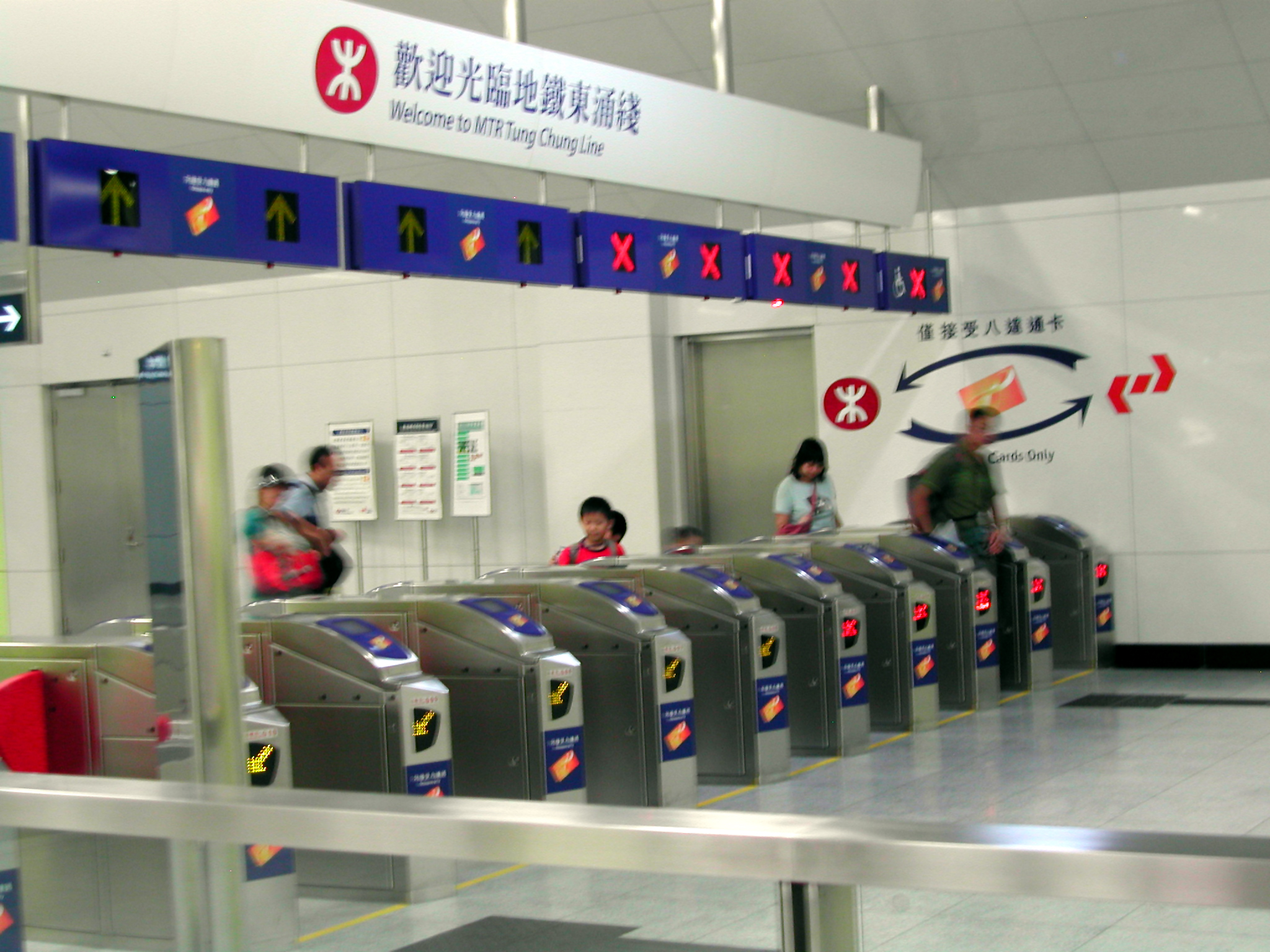
圖為合併前南昌站的轉乘閘機，而該閘機現在已經被拆除。

- 地鐵公司將向九鐵公司一次過支付42億5000萬元（貨幣皆以港元為準），以取得九廣鐵路網絡50年的服務經營權（包括本地及跨境運輸服務）及購入部分九鐵公司的鐵路資產，在經營期內，每年向九鐵支付7.5 億元定額費用，以及按九鐵網絡的營運收入，每年支付一筆非定額費用。以2013年為例，港鐵向九鐵支付的兩筆費用為16.33 億元。[12]但部份鐵路資產則繼續由九鐵持有。
- 地鐵公司的中文名稱將更改為香港鐵路有限公司（簡稱港鐵公司）[13]，惟英文名稱（MTR Corporation Limited）則獲保留。兩間鐵路公司亦同時保留。

#### 車務結構
- 調整車務結構，使用八達通繳付成人車費可減最少2角、取消相關轉乘車費、中程及長程車費調減半成以上及一成以上。
- 合併後兩年內不會調整車務結構，並引入可加可減機制，使車費可因物價指數及工資指數調整，亦能在港鐵在可抗力因素下的超過8小時延誤施行罰則如罰款。

#### 轉乘問題
- 拆除及／或重組兩鐵共同轉車站內轉車時所經過的閘機（包括九龍塘站、美孚站、南昌站），並取消相關轉乘車費，使乘客轉乘時更為方便。
- 沙田至中環綫儘快定出細節，屆時將毋須付轉乘車費及提供綜合轉綫車站。此舉會減少競爭，但會使乘客得益。

## 兩鐵合併條例
香港立法會《兩鐵合併條例草案》委員會（页面存档备份，存于）

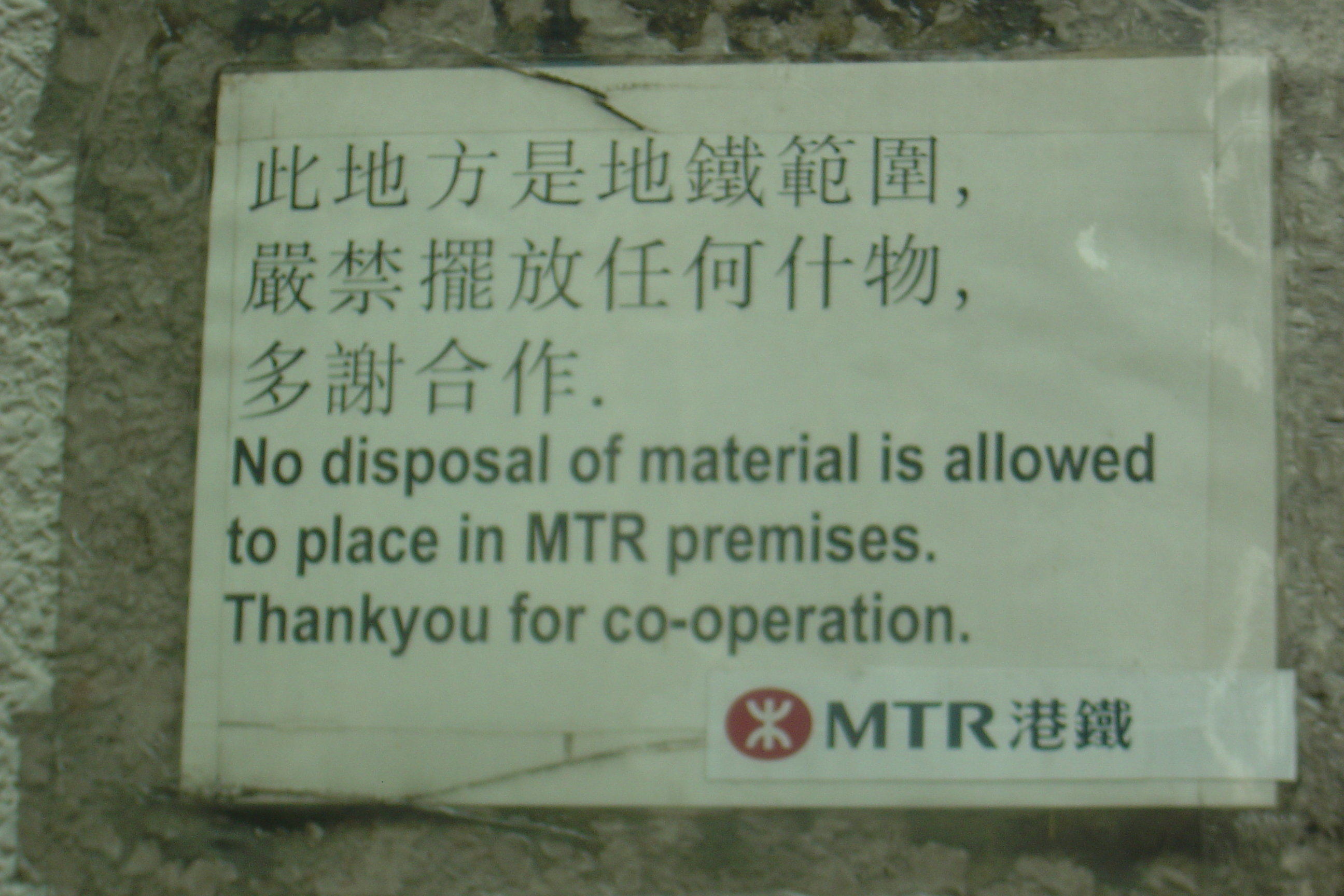
一張原地鐵告示牌，合併後，仍然有「此地方是地鐵範圍，嚴禁擺放任何什物，多謝合作」字句，只以「港鐵」貼紙遮掩著原地鐵的標誌

由於兩間鐵路公司都依法例成立，合併必須有相關法例配合。《兩鐵合併條例》於2007年6月8日在香港立法會三讀通過，訂明合併首日起調低票價（下文折扣額以港幣計算）
1. 成人八達通所有收費減2角
2. 12元或以上的長途車程，可額外減1元
3. 於九龍塘、美孚、南昌、尖沙咀或尖東站轉綫，除可享第1及2項調減外，亦可享再入閘費調減，轉一次車減收1元至3.5元，轉兩次車則可減收2至7元
4. 12元或以上的長途車程，經過上述第1-3項調減後，如減幅不足10%者，最少減10%
5. 8.5元至11.9元的車程，經過上述第1及3項調減後，如減幅不足5%者，最少減5%
6. 使用單程車票於各獨立出入閘車程，亦可享第4及5項調減（於2008年9月28日起，於九龍塘、美孚或南昌站轉綫，同時可享第3項調減）
7. 特惠車費的減幅為成人票價的一半
8. 學生憑學生個人八達通乘搭港島綫、荃灣綫、觀塘綫、將軍澳綫、東涌綫及迪士尼綫可享有特惠車費，而其餘路線（即前九鐵路線及機場快綫）則須繳付成人車費，憑卡於九龍塘、美孚、南昌、尖沙咀及尖東站轉綫可享相等於成人車費百分比的減幅（2008年9月28日起以上改稱學生正價車費，但由2010年6月13日起連同前地鐵路線的學生車費劃一改為成人車費。現時以推廣車費代替）
9. 合併後一年內（2007年12月2日至2008年11月30日期間），逢星期日及公共假期用長者八達通，每程只需2元（現時此優惠已改為全日生效，並擴展至65歲以下的合資格殘疾人士）
10. 票價凍結期、東鐵全月通（現稱上水／烏溪沙－尖東全月通加強版）、西鐵全月通（現稱屯門－南昌全月通加強版）及西鐵自悠通（現稱屯門－南昌全日通）優惠，最少維持至2009年6月30日。
11. 上述車費調減及長者優惠並不適用於輕鐵、東鐵綫過境路段全程（羅湖及落馬洲站）、港鐵巴士及機場快綫；而列作九巴專利巴士的路線改稱港鐵接駁巴士，並依專利巴士的車費水平調整
12. 再入閘費調減不適用於憑全月通或機場快綫旅遊票轉綫，以及使用機場快綫免費港鐵接駁服務或往返落馬洲及羅湖站的車程（2008年9月28日起機場快綫旅遊票及機場快綫免費港鐵接駁服務作出擴展）

## 地鐵股東意向
2007年10月9日，在地鐵公司特別股東大會中，股東投票通過合併方案。
| 選項 | 票數        | 百分比 |
| ---- | ----------- | ------ |
| 贊成 | 253,800,897 | 82.29% |
| 反對 | 54,620,311  | 17.71% |
| 總計 | 308,421,208 | 100%   |

已發行股份數目：5,589,549,505股 

政府及聯繫人擁有：4,331,635,703股（佔77.5%），因涉及關聯交易需放棄表決權 

扣除政府及聯繫人的投票率 : 24.52%
公佈的投票率為24.52%，但由於出席投票的獨立股東連半數也沒有，加上77.5%的股份沒有算上（政府及聯繫人），故實際投票股份其實只佔已發行股份的5%左右，有傳媒稱之「一小撮人決定兩鐵合併命運」。

## 兩鐵設施更動
現在港鐵已經開始運作，鐵路公司已經在車站內更改車站內的路綫圖、指示牌。在指示牌方面，安裝在幕門上的指示已經於2007年7月12日起陸續更換。以觀塘綫往調景嶺的方向為例，指示牌原本寫上「觀塘綫往調景嶺」的字樣，但已經被換上為「往調景嶺」，以配合現時港鐵的格式，但亦有部分非轉綫站至2010年5月仍使用舊格式。另外，所有西鐵綫車站、東鐵綫尖東站的幕門指示以及落馬洲站月台吊板指示亦已經被轉換成港鐵的格式。2007年11月，部分地鐵站的垃圾桶上已經換上「請保持港鐵清潔」的字樣，且在上方「嚴禁吐痰 免生細菌」的告示已換上「違反港鐵附例罰款港幣5,000元」字樣，上面貼有小小的港鐵貼紙，遮掩著地鐵的標誌；出入口旁標有出入口英文字母的膠牌亦已更換成港鐵的模樣，全部路線都嚴禁飲食。
為加快兩鐵標誌換置，很多需要改動的九廣鐵路焗漆指示版在合併前先給換成港鐵樣式（例如兩鐵交匯的轉車站），再在新告示版上貼上紙板。好讓職員可以在12月1日收車後快速換走。這些的臨時紙板所有全部都是以地鐵字體仿照九鐵樣式製造。直到2008年5月，大部分在車站出口的「一路帶動生活 The ride to great living」標語後面仍是蓋住九鐵的「多謝乘搭九廣鐵路 Thank you for traveling by KCR 」標語。同樣地，九鐵也提早為合併作出準備。例如九龍塘站、美孚站和南昌站，由於會在港鐵成立（2007年12月2日）後合併車站，因此部分指示牌已經於該日前改用港鐵的格式，並貼上臨時貼紙。九龍塘站北面大堂亦已經於2008年9月28日完成工程，遷移商店及拆除閘機；而南昌站亦已經完成工程，在分隔一號及四號月台間的牆壁開設轉車通道，方便乘客轉乘；美孚站亦有進行工程，於轉乘通道拆除共2條扶手電梯，改為升降機，並將C2出口的升降機改入已付費區，獨立為E出口，方便殘疾人士轉乘兩綫；而在該站轉綫通道將有八成劃為收費區，方便乘客轉乘，而有關工程亦已於2008年9月28日完成。
港鐵在兩鐵合併營運初期（2007年12月2日至2008年9月27日），以往由前九廣鐵路和前地鐵管理的三個票務系統（不含機場快綫）尚未趕及結合，直至2008年9月28日後才開始統一，三個票務系統分別為：
- 前九廣鐵路（東部）票務系統，包括東鐵綫及馬鞍山綫；
- 前九廣鐵路（西部）票務系統，包括西鐵綫及輕鐵；
- 前地鐵票務系統，包括港島綫、荃灣綫、觀塘綫、將軍澳綫、東涌綫及迪士尼綫。

在該期間，使用八達通的乘客在九龍塘站、尖東站至尖沙咀站間、美孚站、以及南昌站內經過指定閘機換乘不超過兩次，可享有票價優惠；但使用港鐵單程票者，由於前九廣鐵路和前地鐵的票務系統的內部操作程序有所不同，故在不同的票務系統需各自購買一張單程票。為方便乘客換乘，港鐵在兩鐵合併後就開始進行統一港鐵全境（不含機場快綫）票務系統的工程。值得一提的是，新的票務系統是使用前九鐵的，而不是使用前地鐵的。於2008年9月28日後，港鐵全境（不含機場快綫）已經換上同一格式的票種，但由於在尖沙咀站及尖東站的轉綫閘機不會被拆除，故此在該站轉乘需持兩張單程票（車費較於九龍塘轉乘昂貴）。

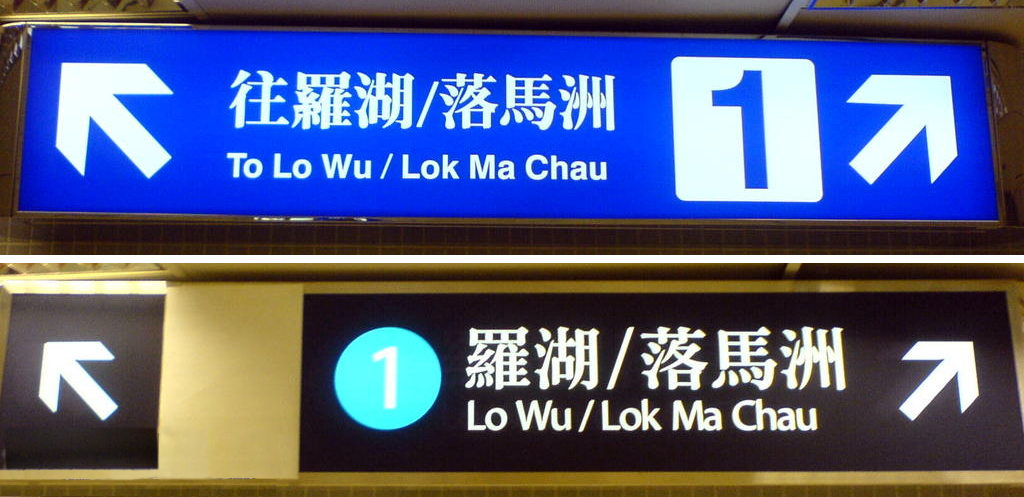
往落馬洲站或羅湖站的指示牌已經採用地鐵的格式；圖中所示是在同一個位置上的新舊版本。
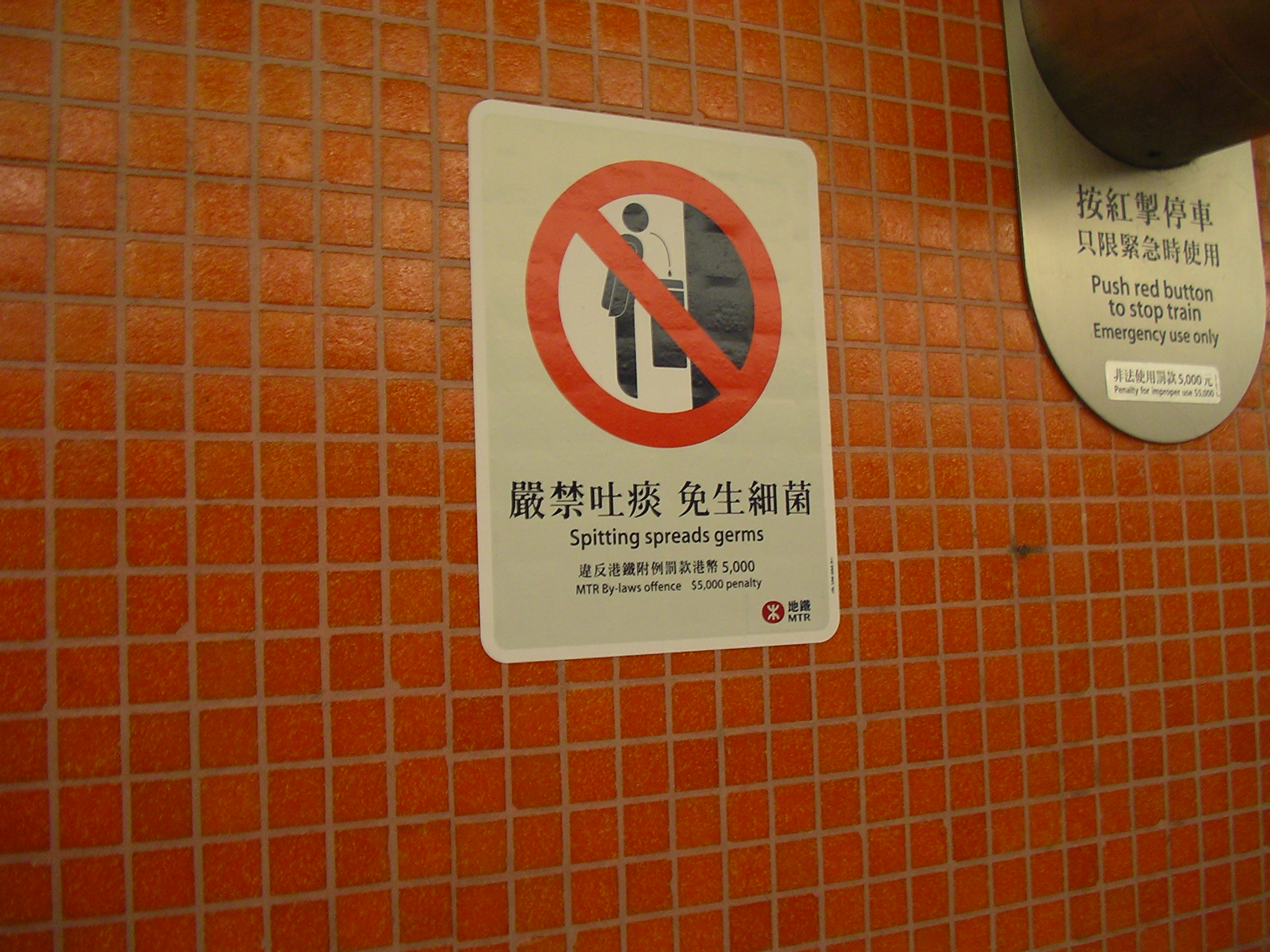
「嚴禁吐痰 免生細菌」的告示已換上「違反港鐵附例罰款港幣5,000元」字樣，上面貼有小小的港鐵貼紙，遮掩著地鐵的標誌。
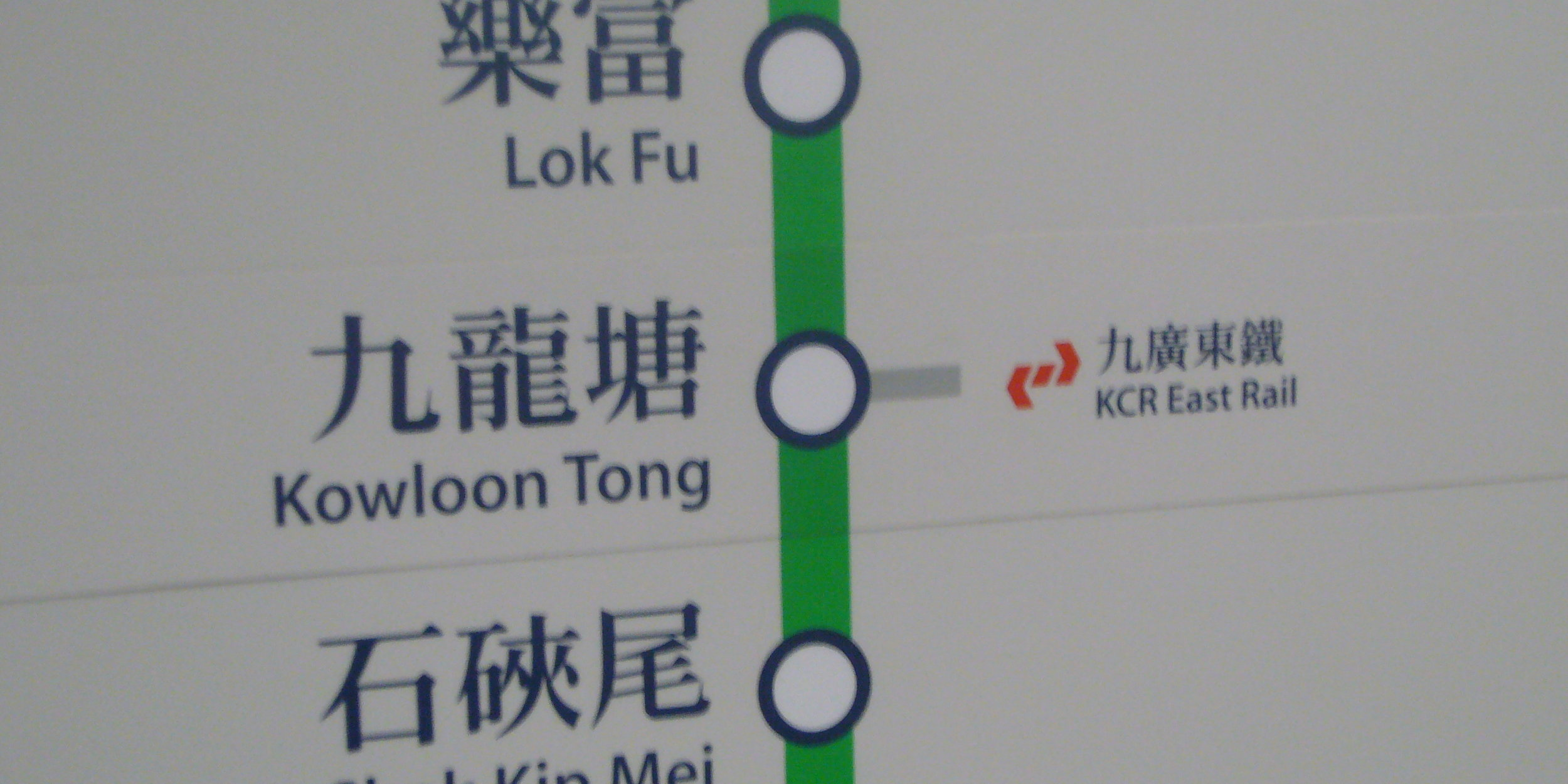
合併前路綫圖上的九龍塘站
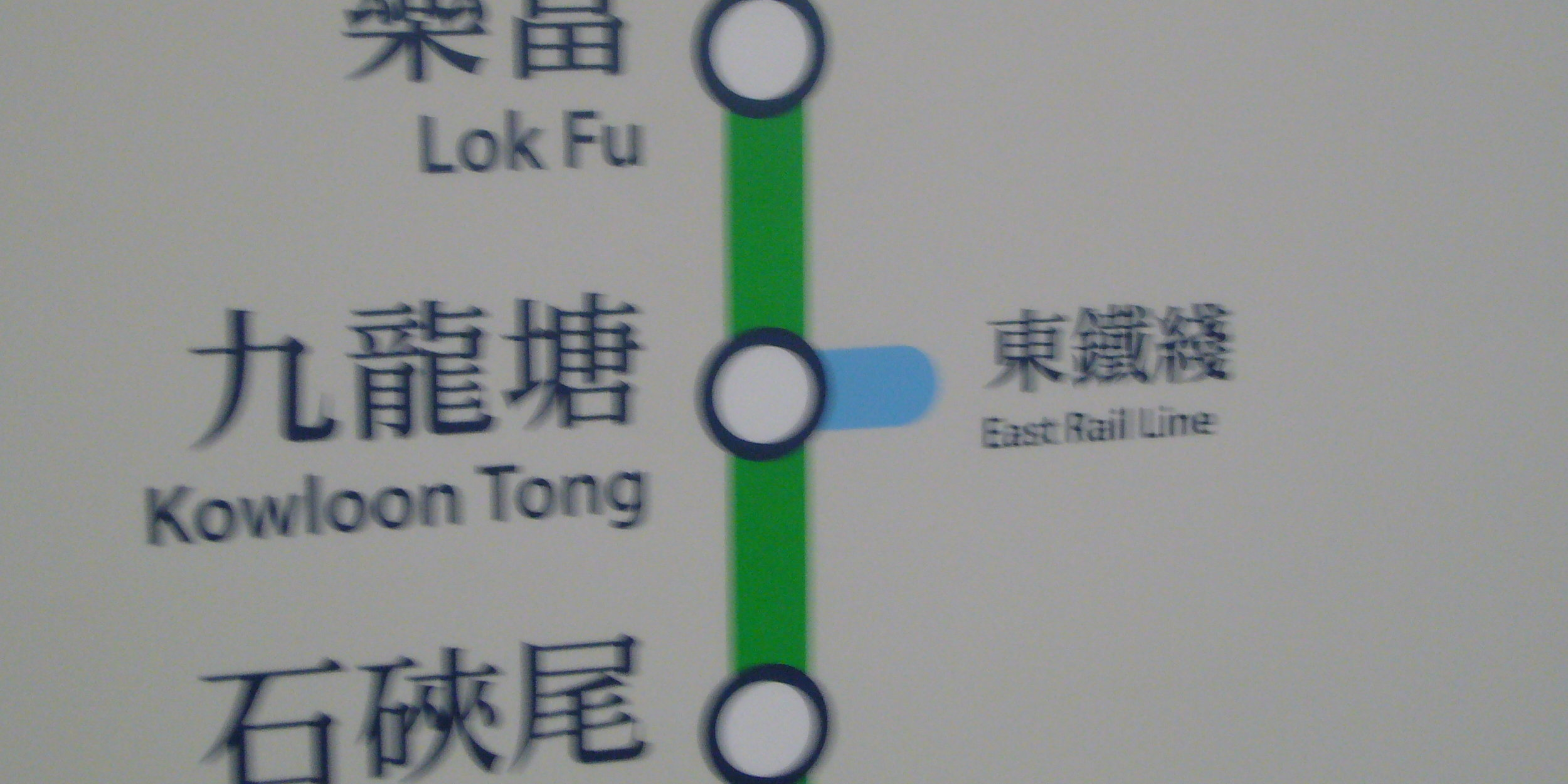
合併後路綫圖上的九龍塘站
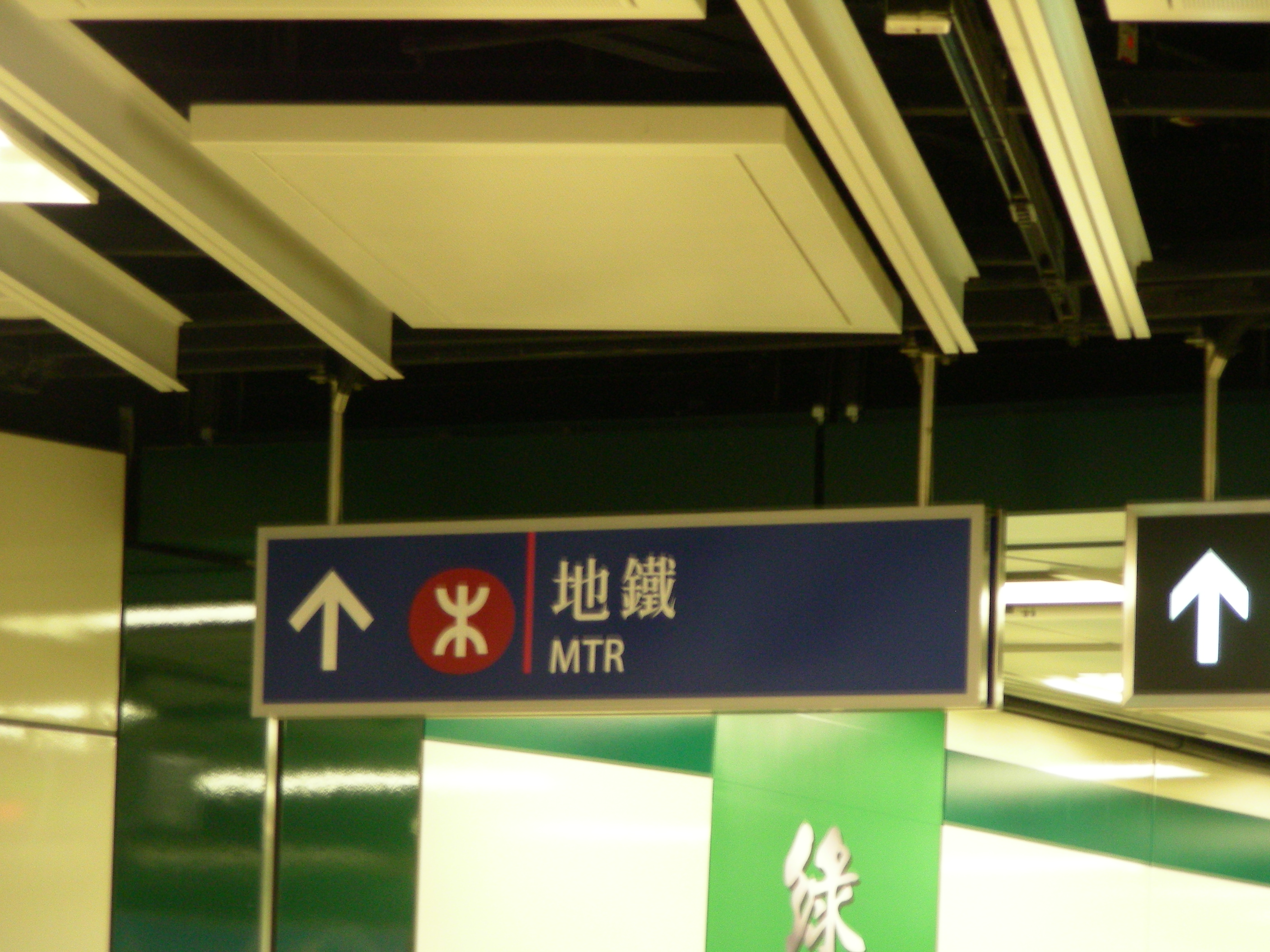
由地鐵字體模仿九鐵樣式的臨時紙版。紙版上留有地鐵指示牌獨有的邊框。

## 各界意見

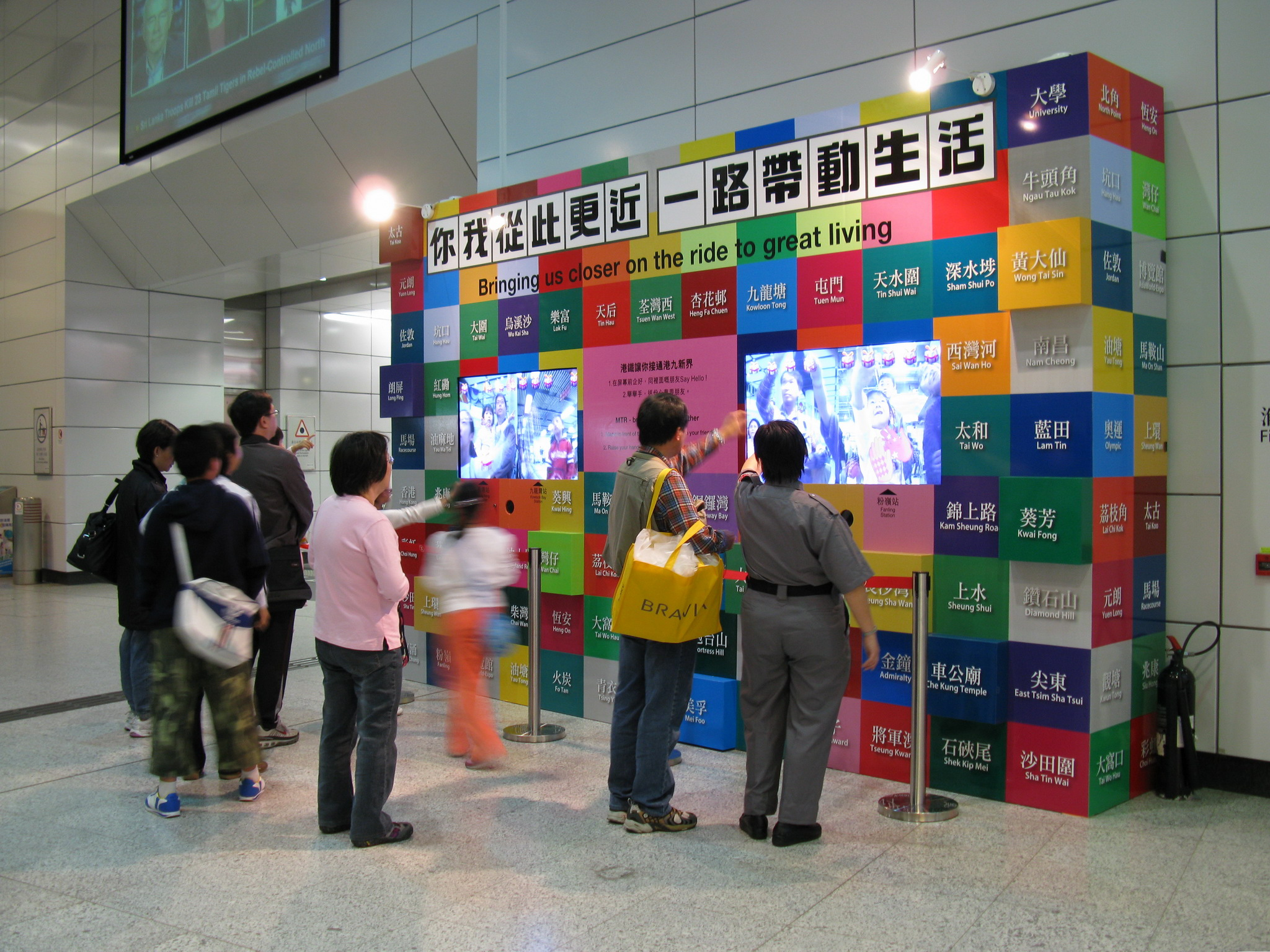
港鐵公司的互動遊戲，宣傳兩鐵合併為乘客帶來的好處。

### 正面
- 合併後鐵路網絡將會統一，使新鐵路綜合轉乘能力增強。
- 合併後減少鐵路網絡出現路綫重疊的情況，從而減少浪費納稅人金錢。
- 合併後可節省行政開支，帶來協同效應，使票價有下調空間。
- 合併後可減少兩個鐵路系統多付轉車車資，使票價下調。

### 負面
- 合併後地鐵公司會成為「獨立王國」，失去競爭，造成鐵路壟斷局面。
- 合併後部份職位重疊，不論高級員工或前線員工均有機會被裁減。
- 合併後車費依「可加可減機制」機制調整，但因綜合消費物價指數，工資及通縮通脹等，票價將變成每年自動加價，導致車費沒有下調空間，而且合併後港鐵完全壟斷鐵路市場，每次加價都能帶動香港的通脹上升，形成加價惡性循環。
- 合併前，九鐵作風相對透明（例如定期公開出版諸如《策力》等刊物，以報導九鐵最新消息、舉辦會議/九鐵茶座，聽取乘客意見）；而在合併後，港鐵作風一如以往的地鐵公司一般較不透明（例如堅拒透露上蓋項目落標及中標價格，而出版的員工刊物不容許向外披露）。

### 保留
- 合併時地鐵公司一併購入九廣鐵路的物業發展權的估值不明確，可能構成政府「賤賣資產」。[18]
- 合併是為借機解僱一班曾參與九廣鐵路公司人事變動事件的經理級人員，實際上只有極少數九鐵公司高層獲任港鐵公司的副手級職位，其他職位幾乎都由地鐵公司原班子過渡。[19]

## 贊成兩鐵合併條例的投票記錄

### 政黨
- 民建聯
- 工聯會
- 自由黨
- 鄉議局
- 民協
- 立法會功能界別[20][21][22]

### 議員
- 馮檢基議員（民協）
- 田北俊議員（自由黨）
- 劉健儀議員（自由黨）
- 周梁淑怡議員（自由黨）
- 張宇人議員（自由黨）
- 方剛議員（自由黨）
- 楊孝華議員（自由黨）
- 林健鋒議員（時為自由黨，2008年10月8日退出）
- 梁君彥議員（時為自由黨，2008年10月8日退出）現任立法會主席
- 梁劉柔芬議員（時為自由黨，2008年10月8日退出）
- 陳婉嫻議員（工聯會）
- 王國興議員（工聯會）
- 鄺志堅議員（工聯會）
- 曾鈺成議員（民建聯）前立法會主席
- 譚耀宗議員（民建聯）
- 陳鑑林議員（民建聯）
- 劉江華議員（民建聯）
- 蔡素玉議員（民建聯）
- 李國英議員（民建聯）
- 黃容根議員（民建聯）
- 黃定光議員（民建聯）
- 劉皇發議員（新界鄉議局）
- 林偉強議員（新界鄉議局）
- 張學明議員（新界鄉議局、民建聯）
- 李鳳英議員（港九勞工社團聯會）
- 陳智思議員（行政會議）非官守成員 2004年10月至2009年1月[23]
- 何鍾泰議員
- 黃宜弘議員
- 石禮謙議員
- 劉秀成議員
- 贊成兩鐵合併條例的立法會議員投票記錄（页面存档备份，存于）
- 香港立法會官方網贊成兩鐵合併條例的立法會政黨和議員投票記錄（页面存档备份，存于）

## 兩鐵合併問題

### 站名重複
有類似情況的旺角站，九廣東鐵旺角站則被易名為東鐵綫旺角東站。

### 學生票價
除輕鐵外，九廣鐵路於合併前並沒有提供學生特惠票價，相反地鐵則有提供，然而兩鐵合併後，原九鐵路線最初基於營運初期的舊三個票務系統尚未趕及完全磨合，因此仍沒有提供相關特惠票價，引起不少人不滿。
而根據港鐵行政總裁周松崗於2008年7月17日公佈，港鐵將於10月（9月28日）起在前九鐵路綫（東鐵綫頭等附加費、港鐵接駁巴士、羅湖及落馬洲除外）提供低至半價的特惠車費，但亦基於優惠的性質而改為只可以使用學生個人八達通享有優惠，否則必須購買成人單程票。。

### 兩鐵原有優惠
除了學生票價之外，兩鐵合併後初期，原地鐵系統的不少優惠，如昂坪360免費回程優惠、機場快綫免費接駁等優惠，並沒有擴展到原九鐵系統；而原九鐵系統的不少優惠，如西鐵及馬鐵的月票制度、香港居民可使用的日票（本地線乘車證）等優惠，同樣亦沒有擴展到原地鐵系統，有部份優惠甚至被取消，因此惹來非議。後來，港鐵公司於2008年9月28日啟用新的票務系統時，將機場快綫免費接駁擴展至原九鐵系統（西鐵綫、馬鞍山綫（兩者已連接為屯馬綫）、東鐵綫普通等，包括羅湖站及落馬洲站）；另外，在2012年10月將月票制度擴展至東涌綫，以及在2013年7月起月票制度提供連接非指定車站享有75折。

### 大量增建商店
明報發現，自2009年起港鐵透過翻新東鐵綫多個車站，站內商舖總樓面增加5萬平方呎，毋須向政府補地價，以市值計，港鐵變相免費獲批約23億元的樓面闢建商舖，估計每年可多賺逾2.4億元租金。例如沙田站，翻新前入閘大堂兩旁只有廣告板和洗手間，2012年翻新後大堂闊度收窄約10呎，在兩旁闢設一列小「購物街」，引入燕窩店、找換店等。東鐵線車站亦陸續增加藥房，如屈臣氏、萬寧等，取代便利店及西餅店等。
「土地監察」主席李永達表示，九鐵原本由政府持有，地契條款較為寬鬆，車站主要作交通而非商業用途。他批評兩鐵合併後政府沒有堵塞漏洞，導致港鐵可免補地價獲批增加商舖，但多賺的收益沒回饋市民。他敦促政府，未來港鐵落成的新項目，地契要清晰列明車站的最高商業樓面。
地政總署發言人解釋，由於東鐵是由政府全資擁有的九鐵持有，地契有其歷史因素，港鐵增加商舖時毋須就此補地價。至於港鐵其他市區車站則視乎地契條款，地政總署有權保留港鐵徵收補地價費用。

## 現況：要求政府回購港鐵呼聲高
各界認為兩鐵合併會帶來協同效應，令服務質素可按市場要求得到提升。不過一如個别反對合併人士之前的憂慮，合併成為「獨立王國」之後，港鐵幾乎壟斷香港的鐵路交通，再加上以上市公司利益最大化的商業原則經營，一直壓縮成本，將不同工序包括客服和維修都外判出去，近年無論在車務，班次安全和穩定性，以至非車務業務都備受批評。 更甚是多項新鐵路工程都外判出去，加上公司文化令監工困難重重，最終釀成種種問題，亦讓港鐵的管治失控漸見現形。爆發沙中綫偷工減料醜聞後，外界要求政府回購港鐵的呼聲日高，九鐵前主席田北辰也一反過去反對回購港鐵的初衷，認為現時港鐵不能專注營運本港鐵路，現在政府是時候考慮回購港鐵。

而根據《兩鐵合併條例》第15(A)條所指，於局長作出轉介後，行政長官會同行政會議如認為涉及公眾利益，或因緊急情況/可能出現緊急情況，或因任何原因/可能因任何原因而令鐵路運作出現嚴重停頓，可撤銷港鐵的在香港營運鐵路的專營權。

## 兩鐵合併次文化

### 站名拼詞
兩鐵合併前後，為表達兩鐵合併使香港的鐵路網絡「更大更廣」，「港鐵」推出了數幅以原九廣鐵路車站名稱和原地鐵車站名稱拼砌詞語的廣告海報（車水馬龍、東南西北、沙河粉、大運）和紅封包（荃港興旺，取「全港興旺」諧音），廣受注意，更引發網民製作一系列同樣是以車站名稱拼砌詞語的改編港鐵海報。

## 註解
1. ↑  原地鐵的專營權與各「地下鐵路地段」地上權於2000年上市前夕批出，同樣為期50年，原訂於2050年屆滿[3]。

## 外部連結
- 立法會：《兩鐵合併條例草案》委員會（页面存档备份，存于）（繁體中文）
- 立法會參考資料摘要 - 地鐵有限公司與九廣鐵路公司的擬議合併  - 提供合併的利弊。（繁體中文）
- 兩鐵合併——誰是得益者？（繁體中文）
- 立法會：《兩鐵合併條例草案》投票記錄（页面存档备份，存于）（繁體中文）
- 立法會交通事務委員會　兩鐵合併後的鐵路車費調減（页面存档备份，存于）（繁體中文）
- 香港鐵路大典上的相关条目：兩鐵合併